# Sickoneysinck
Sickoneysinck (Big Siconese, Great Siconese, Siconese, Sikonessink), jedna od skupina Unalachtigo Indijanaca šire grupe Delaware nastanjeni duž obale zaljeva Delaware. Njihova glavna sela nalazila su se blizu Cape Henlopena u Delawareu. 
Ubojstvom jednog Delaware sachema 1631. Sickoneysincki su se osvetili pobivši sva 32 nizozemska kolonista koji su osnovali najraniju koloniju na mjestu sadašnjeg Lewesa u Delawareu. 
Unalachtigo skupina Little Siconese poznata je kao Chiconesseck.

## Vanjske poveznice
- The Delaware Bay 1500 AD-1700 AD